# David Gorski
David H. Gorski est un chirurgien oncologue américain, professeur de chirurgie à l'université de Wayne State et un chirurgien oncologue au Barbara Ann Karmanos Cancer Institute, spécialisé dans le cancer du sein. Il critique la médecine alternative et le mouvement anti-vaccin. Il est l'auteur d'un blog, Respectful Insolence et est rédacteur en chef du site web  Science-Based Medicine,.

## Éducation
Gorski a reçu un doctorat en médecine de l'université du Michigan en 1988. Il a commencé sa résidence en chirurgie l'année suivante à Cleveland, mais l'a abandonnée pour une résidence en physiologie cellulaire à l'Université Case Western Reserve, qu'il a complétée en 1994 avec une thèse sur l'expression génétique de myocytes. Il a reçu une bourse de recherche en oncologie carcinologique à l'université de Chicago de 1996 à 1999,.

## Carrière
Gorski a d'abord été professeur adjoint en chirurgie à l'institut pour le cancer Rutgers à Piscataway (New Jersey), où il était membre du programme d'études supérieures en biologie cellulaire et développementale, et à l'école de médecine Robert Wood Johnson à New Brunswick (New Jersey). Il est devenu directeur médical du Alexander J. Walt Comprehensive Breast Center de l'institut Barbara Ann Karmanos pour le cancer en 2010, puis co-directeur de la Michigan Breast Oncology Quality Initiative en 2013,. Il est actuellement professeur de chirurgie et d'oncologie à l'école de médecine Wayne State University, dont les laboratoires font de la recherche sur la gestion de la transcription des cellules de l'endothélium, de même que le rôle que joue le glutamate comme récepteur métabotrope dans le cancer du sein. Il agit comme médecin chargé de la liaison avec le comité sur le cancer de l'Association des médecins et chirurgiens américains. Il a fondé l'Institut des sciences pour la médecine et est membre de la Société américaine d'oncologie clinique,.
En 2017, Gorski a reçu un prix de la Société américaine d'oncologie clinique pour son travail de recherche clinique sur le cancer du sein. Il a reçu des bourses de recherche de la Breast Cancer Research Foundation en 2008, 2009 et 2010.

### Recherche
L'article de Gorski Blockade of the vascular endothelial growth factor stress response increases the antitumor effects of ionizing radiation (Bloquer la réaction de stress du facteur de croissance de l'endothélium vasculaire augmente les effets antinéoplasiques du rayonnement ionisant), qui caractérise les effets des inhibiteurs d'angiogenèse sur l'efficacité des traitements contre le cancer a été cité plus de 900 fois sur PubMed. Ces résultats de recherche ont été utilisés en recherche thérapeutique contre le cancer, permettant notamment d'observer que les inhibiteurs d'angiogenèse « empêchent la réparation des radiolésions des cellules de l'endothélium » et aident à déterminer les combinaisons de traitements permettant une réduction des doses de traitements conventionnels toxiques, tout en maintenant une régression de la tumeur par des anticorps spécifiques et la radiothérapie.
Le travail qu'a fait Gorski avec Helena Mauceri et d'autres chercheurs sur l'effet combiné de l'angiostatine et de rayonnement ionisant a été publié dans Nature. Ces découvertes ont mené à des recherches sur la destruction sélective des cellules cancéreuses, qui selon une étude de Gregg L. Demenza (qui cite Mauceri et autres), « sont davantage hypoxiques que les cellules normales », permettant de « tuer les cellules cancéreuses sans effets secondaires systémiques majeurs ».

## Médecine non conventionnelle

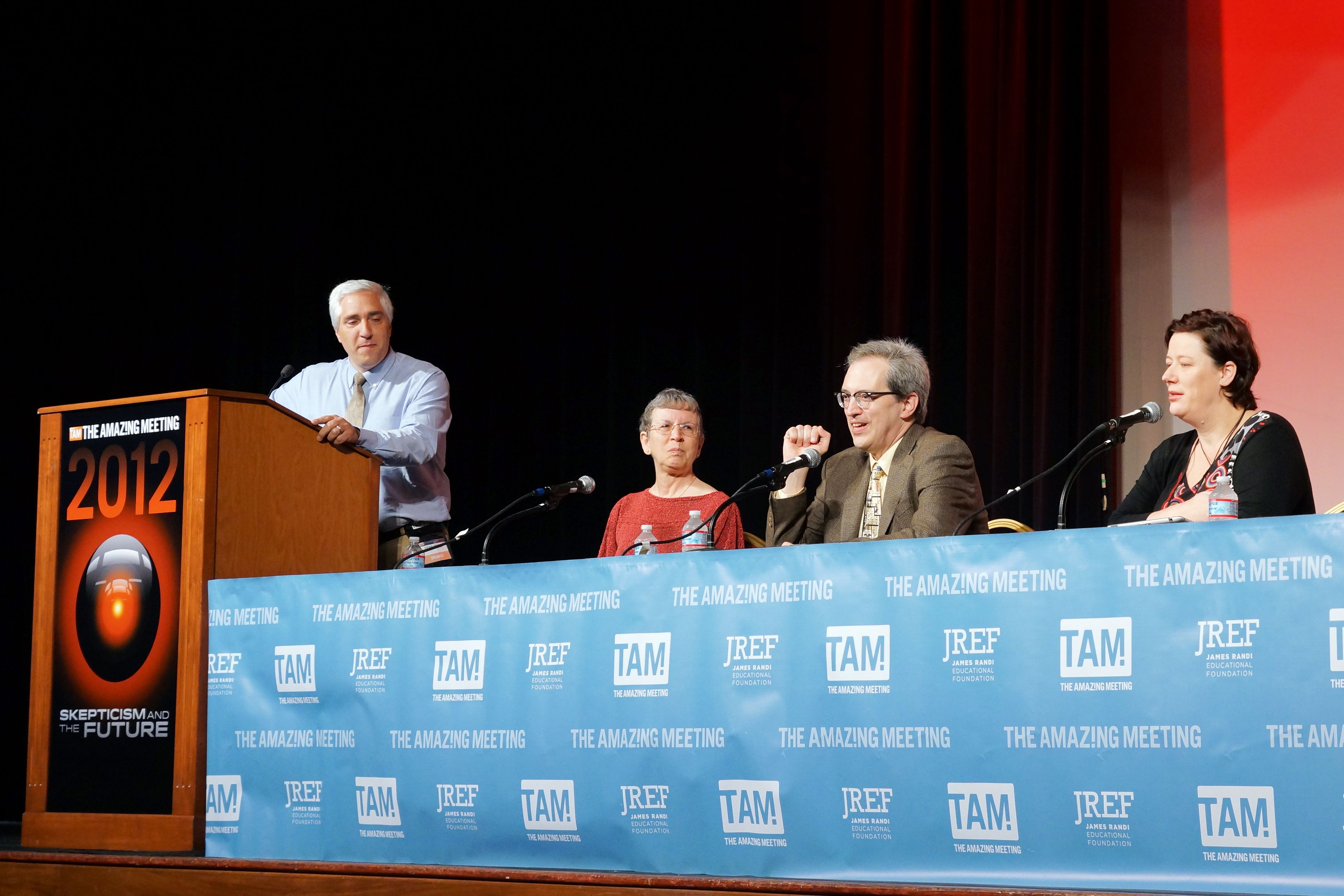
Gorski avec Steven Novella, Harriet Hall et Rachel Dunlop à The Amaz!ng Meeting en 2012.

David Gorski dénonce les pratiques pseudo-médicales. En 2004, il commence la rédaction d'un blogue (sous le nom de plume Orac) intitulé Respectful insolence (Insolence respectueuse), d'abord sur Blogspot puis sur ScienceBlogs,. Il utilise son vrai nom pour ses textes pour le blogue Science-Based medicine, auquel il contribue depuis 2008 et dont il est actuellement le rédacteur en chef,. Il écrit au sujet d'enjeux recoupant la médecine et les pseudo-sciences, notamment le mouvement anti-vaccination, les thérapies alternatives et les traitements contre le cancer. En 2010, des rédacteurs du blogue anti-vaccination Age of Autism écrivent au conseil de direction de l'Université de Wayne State pour leur demander d'interdire à Gorski d'écrire son blogue (sans succès).
Gorski est un contributeur à la série de livres numériques de la James Randi Educational Foundation Science Based Medicine Guides,,. Il est un membre associé du Committee for Skeptical Inquiry et a été conférencier à The Amaz!ng Meeting en 2009, 2010, 2012 et 2013,,,,. Il participe à plusieurs tables rondes sur les « médecines alternatives »,,. Il attire l'attention sur une publication de John Ioannidis, faisant état des problèmes posés par certains types d'études publiées et dénonce l'infiltration grandissante du champ médical par les pratiques dites alternatives,, telles que l'acupuncture, l'élimination des toxiques et les traitements alimentaires pour l'autisme.
Gorski milite en faveur de la divulgation des résultats de tous les essais cliniques et l'utilisation exclusive des approches validées par la science pour le traitement des maladies. Il critique l'appui du sénateur Tom Harkin au National Center for Complementary and Alternative Medicine (maintenant le National Center for Complementary and Integrative Health). Il critique le financement par les Instituts américains de la santé de recherches sur des thérapies alternatives ayant des fondements non-scientifiques,,,. Il critique également l'application défaillante de l'éthique médicale aux « médecines alternatives »,,.
Gorski critique les médias et les vedettes qui font la promotion de pseudo-sciences, notamment Oprah Winfrey,,, Bill Maher, Ann Coulter et Huffington Post. En 2012, Gorski s'oppose à la validation par l'association américaine d'étudiants en médecine d'une activité de « médecine intégrative », ce qui lui vaut d'être désigné comme hostile à la médecine alternative par l'auteur David H. Freedman, qui en fait la promotion,. En 2013, il incite les professionnels de la santé à s'exprimer publiquement contre les mauvaises pratiques médicales et les traitements dénués de validité. En 2014, Gorski et Steven Novella, qui est également un sceptique, publient un texte dénonçant l'étude de la médecine intégrative comme étant anti-scientifique,.

## Positions sur d'autres enjeux médicaux
Gorski s'est exprimé contre les lois forçant les professionnels de la santé à recourir à des traitements médicaux expérimentaux sur demande, pour les patients en phase terminale (le mouvement right to try aux États-Unis),. Il s'est dit sceptique quant au rôle de l'atavisme dans l'évolution du cancer.

## Publications sélectionnées
- (en) Cecilia L. Speyer, Mahdy Nassar, Ali H. Hachem, Miriam A. Bukhsh, Waris F. Jafry, Rafa M. Khansa et David H. Gorski, « Riluzole mediates anti-tumor properties in breast cancer cells independent of metabotropic glutamate receptor-1 », Breast Cancer Research and Treatment, vol. 157, no 2,‎ 4 mai 2016, p. 217-228 (PMID 27146584, DOI 10.1007/s10549-016-3816-x)
- (en) H.G. Welsh, D.H. Gorski et P.C. Albertsen, « Trends in Metastatic Breast and Prostate Cancer—Lessons in Cancer Dynamics », New England Journal of Medicine, vol. 373, no 18,‎ 2015, p. 1685-1687 (PMID 26510017, DOI 10.1056/NEJMp1510443)
- (en) D. H. Gorski, « Integrative oncology: really the best of both worlds? », Nature Reviews Cancer,‎ 2014, p. 692-700 (PMID 25230880, DOI 10.1038/nrc3822)
- (en) David H. Gorski et R.C. Wade, « Is it acupuncture or not? Testing acupuncture injection of vitamin K3 for dysmenorrhoea », Focus on Alternative and Complementary Therapies, vol. 21, no 2,‎ juin 2016, p. 94-96 (DOI 10.1111/fct.12247, lire en ligne)
- (en) Cecilia L. Speyer, Miriam A. Bukhsh, Waris Jafry et David H. Gorski, « Riluzole synergizes with paclitaxel to inhibit cell growth and induce apoptosis in triple-negative breast cancer », Breast Cancer Research and Treatment,‎ août 2017 (DOI 10.1007/s10549-017-4435-x, lire en ligne)